# Laholmsvägen

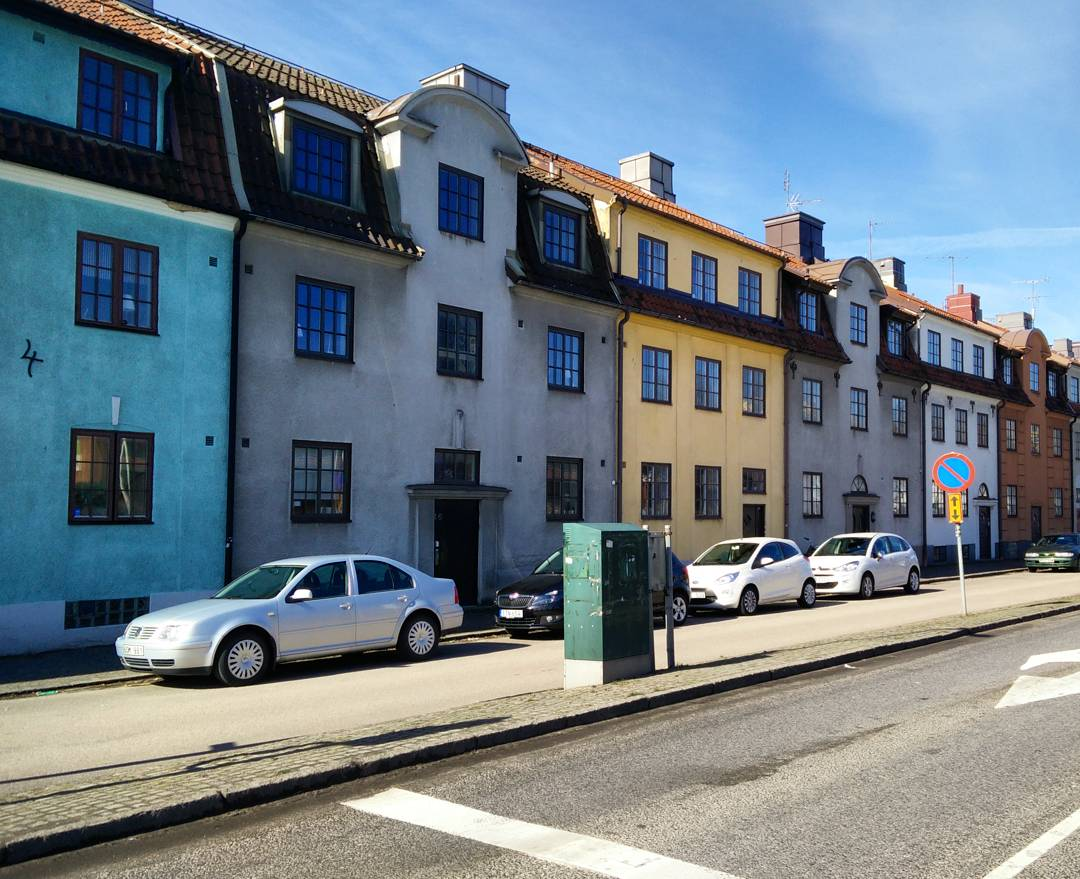
Huslänga på Laholmsvägen, ritade av Uno Forthmeiier, 2017

Laholmsvägen är en väg med sträckning genom östra Halmstad. Den utgör infartsled till staden för trafik från öster och söder. I väster övergår den i Viktoriagatan som leder fram till Slottsbron och i öster i Länsväg 117. I öster finns också en påfart till E6 (Trafikplats Halmstad Södra).
Laholmsvägen passerar bland annat stadsdelarna Nyhem, Linehed och Andersberg och byggnader som Trade Center och Högskolan i Halmstad.